# Skibby
Skibby é um município da Dinamarca, localizado na região oriental, no condado de Frederiksborg.
O município tem uma área de 80 km² e uma  população de 6 519 habitantes, segundo o censo de 2003.